# 施泰因毛尔恩
施泰因毛尔恩是德国巴登-符腾堡州的一个市镇。总面积12.40平方公里，总人口3009人，其中男性1511人，女性1498人（2011年12月31日），人口密度243人/平方公里。